# Stado Ogierów Białka
Stadnina Koni Białka – stadnina koni działająca w formie spółki z o.o. wchodzącą w skład podmiotów należących do Małopolskiej Hodowli Roślin Sp. z o.o., zajmująca się hodowlą ogierów obsługujących stadniny koni półkrwi oraz stadniny hodowców prywatnych z regionu Lubelszczyzny. W SO Białka hodowanych jest ok. 100 ogierów oraz 120 koni w działającej od 1981 r. w Białce Stadninie Koni Czystej Krwi Arabskiej – trzeciej po stadninie w Michałowie i Janowie Podlaskim. Spółka hoduje poza tym krowy mleczne oraz zarządza 400 ha ziemi i 25 ha stawów rybnych.
Tradycje Stadniny Białka sięgają roku 1928 i związanej z potrzebami kawalerii Wojska Polskiego decyzji władz II RP o założeniu stada ogierów, kiedy rozpoczęto budowę, istniejących i wykorzystywanych do dziś, solidnie wybudowanych z miejscowego wapienia stajni na 200 koni oraz zespołu pozostałych (również wciąż istniejących) budynków zarządu gospodarstwa, zaplecza gospodarczo-technicznego oraz bloków mieszkalnych. Pierwsze konie przybyły do Białki w 1930 r. Stado działało w czasie okupacji niemieckiej aż do jego ewakuacji w głąb Rzeszy w 1944 r. Po wojnie stado reaktywowano w 1947 r. i utrzymywane jest ono do dziś, wzbogacone o równoległą hodowlę koni czystej krwi arabskiej, z których pierwsze klacze przybyły w 1981 r.
Do 1994 stado funkcjonowało pn. Stado Ogierów Białka. W 1994 po przekształceniu jako Stado Ogierów Skarbu Państwa Białka. Od 1995 działa jako Stado Ogierów Białka Sp. z o.o..